# Шуша (фильм)
«Шуша́» (итал. Sciuscià, англ. Shoeshine) — итальянская чёрно-белая драма режиссёра Витторио Де Сика. Премьера фильма состоялась 27 апреля 1946 года. Sciuscià — это диалектизм неаполитанского языка, ныне вышедший из употребления, который происходит от английского shoe-shine, так после войны называли чистильщиков обуви.

## Сюжет
На ипподроме недалеко от Рима мальчишки — чистильщики обуви смотрят лошадиные бега. Двое из них — сирота Паскуале Маджи и его друг Джузеппе Филиппуччи — участвуют в тестовых забегах. Они мечтают накопить денег, чтобы купить собственную лошадь.
Однажды на берегу Тибра мальчики встречают Аттилио, старшего брата Джузеппе, и его подозрительного вида приятеля. За обещанное вознаграждение Паскуале с товарищем соглашаются принести кое-какую контрабанду гадалке. Когда ворожея расплатилась, внезапно появляется Аттилио со своей бандой. Притворившись полицейскими, они вымогают у женщины деньги.
Получив от Аттилио обещанное вознаграждение, Паскуале и Джузеппе покупают лошадь. Однако их опознаёт обманутая гадалка, мальчиков арестовывают и сажают в разные камеры переполненной тюрьмы для несовершеннолетних. Джузеппе попадает под влияние более взрослого мальчика Арканджели. Получив от матери посылку, Джузеппе находит записку от босса Аттилио, в которой тот требует держать рот на замке. С трудом передав это послание Паскуале, оба мальчика договариваются не выдавать зачинщиков. Однако Паскуале на допросе всё-таки выдаёт Аттилио. Джузеппе разрывает с ним дружбу, назвав бывшего товарища доносчиком. Дурная слава облетает тюрьму, и Паскуале избивают. Дальнейшая попытка примирения бывших друзей оканчивается неудачей.
Суд приговаривает Джузеппе и Паскуале к одному и двум годам тюрьмы соответственно. Вместе с заключённым Рикардо Джузеппе во время киносеанса совершает побег. Их побег обнаружен, из-за чего в тюрьме возникает бунт, при подавлении которого затаптывают насмерть одного из приятелей Паскуале.
Паскуале рассказывает шефу полиции о беглецах и приводит полицию в конюшню. Там ему удаётся сбежать, и вскоре он находит Джузеппе и Рикардо, скачущих на купленной лошади через мост. Беглецы спешиваются, и Рикардо удирает, но Джузеппе остаётся. Паскуале снимает ремень и бьёт им своего бывшего друга, тот падает с моста и разбивается насмерть. Рыдающего над телом погибшего товарища Паскуале находит полиция.

## В ролях
- Франко Интерленги — Паскуале Маджи
- Ринальдо Смордони — Джузеппе Филиппуччи
- Анньело Меле — Рафаэле
- Бруно Ортендзи — Арканджели
- Эмилио Чиголи — Стаффера
- Пачифико Астролого — Витторио
- Мария Кампи — гадалка
- Антонио Карлино — житель Абруццо
- Анджело Д’Амико — сицилиец
- Франческо Де Никола — Угорь (итал. Ciriola)
- Энрико Де Сильва — Джорджио
- Лео Гаравалья — инспектор
- Антонио Ло Нигро — Полосатый (итал. Righetto)
- Анна Педони — Наннарелла
- Ирена Смордони — мать Джузеппе
- Пеппино Спадаро — адвокат Бонавино
- Клаудио Эрмелли — медсестра (нет в титрах)
- Антонио Никотра — работник социальной сферы (нет в титрах)
- Марио Вольпичелли — начальник тюрьмы (нет в титрах)

## Съёмочная группа
- Режиссёр-постановщик: Витторио Де Сика
- Сценаристы: Чезаре Джулио Виола, Адольфо Франчи, Чезаре Дзаваттини, Серджо Амидеи
- Продюсеры: Джузеппе Амато, Паоло Виллиам Тамбурелла
- Оператор: Анкизе Брицци
- Композитор: Алессандро Чиконьини
- Художники-постановщики: Иво Баттелли, Джулио Ломбардоцци
- Монтажёр: Николо Лаццари
- Звукорежиссёры: Тулло Пармеджани (нет в титрах)

## Награды и номинации
- 1946 — Итальянская ассоциация кинокритиков: «Серебряная лента» лучшему режиссёру — Витторио Де Сика.[1]
- 1947 — Национальный совет кинокритиков США: фильм вошёл в десять лучших фильмов.[2]
- 1947 — Номинация на премию Сообщества кинокритиков Нью-Йорка в категории «Лучший иностранный фильм».[3]
- 1948 — Премия «Оскар»:[4]
  - номинация на лучший оригинальный сценарий — Чезаре Дзаваттини, Серджо Амидеи, Адольфо Франчи и Чезаре Джулио Виола.
  - Почётный «Оскар» за показанную яркую правдивую жизнь в стране, пострадавшей от войны, за доказательство миру, что дух созидания сильнее духа разрушения.

## Факты
- Название «шуша» происходит от неправильного неаполитанского произношения «шушайна» (англ. shoe-shiner), что означает «чистильщик обуви»[5].
- По мнению Орсона Уэллса: «„Шуша“ — лучший фильм из тех, что я видел»[6].